# Час відьом (фільм, 1972)
Час відьом (англ. Hungry Wives) — американський фільм жахів 1972 року.

## Сюжет
Нещасна сорокарічна домогосподарка Джоан Мітчелл живе зі своїм вічно зайнятим чоловіком Джеком і дочкою Ніккі. Вона знайомиться з місцевою ворожкою і дізнається, що та є лідером секти окультистів, яка може допомогти Джоан. Відвідавши одну з мес секти, Джоан починає вірити, що сама є відьмою. Вона захоплюється темою чаклунства і вирішує вивчити книгу про магію. Поступово Джоан занурюється у світ фантазії, що призводить до трагічних результатів.

## У ролях
| Актор            | Роль             |
| ---------------- | ---------------- |
| Ян Вайт          | Джоан Мітчелл    |
| Реймонд Лейн     | Грегг Вільямсон  |
| Енн Маффлі       | Ширлі Рендольф   |
| Джодда Макклейн  | Ніккі Мітчелл    |
| Білл Танхерст    | Джек Мітчелл     |
| Ніл Фішер        | доктор Мельник   |
| Естер Лапідус    | Сільвія          |
| Ден Маллінжер    | сержант Фрейзер  |
| Деріл Монтгомері | Ларрі            |
| Кен Пітерс       | Джон Фуллер      |
| Ширлі Страссер   | Грейс            |
| Роберт Троу      | детективні Майлс |
| Джин Векслер     | Глорія           |
| Шарлотта Картер  | Мері             |
| Лінда Крейган    | Петті            |